# Sébastien Corchia
Sébastien Corchia (nascut l'1 de novembre de 1990) és un futbolista professional francès que juga com a lateral dret pel FC Nantes.
Ha representat la selecció francesa en totes les categories inferiors per edats. Degut als seus avantpassats italians, té doble nacionalitat francesa i italiana.